# Synema langheldi
Synema langheldi är en spindelart som beskrevs av Dahl 1907. Synema langheldi ingår i släktet Synema och familjen krabbspindlar. Inga underarter finns listade i Catalogue of Life.